# Robinson López
Pour les articles homonymes, voir López.
López  Rivera est un nom espagnol. Le premier nom de famille, en général paternel, est López ; le second, en général maternel, souvent omis, est Rivera.
Robinson Fabián López Rivera, né le 17 septembre 1996 à Sora, dans le département de Boyacá, est un coureur cycliste colombien. Il devient champion de Colombie espoirs en 2017.

## Repères biographiques
En 2017, Robinson López vit à la campagne, dans la ferme familiale, à Sora, municipalité où il naît le 17 septembre 1996. Il y aide encore ses parents dans les plantations de pommes de terre, de carottes ou d'oignons. López est le cadet d'une fratrie de quatre frères. Il vit une enfance démunie, ainsi son premier vélo est le cadeau d'un oncle. Ses premiers pas dans le sport cycliste datent de 2012. Dès les rangs des juniors, le Boyacense intègre la formation d'Oliverio Cárdenas.
En février 2017, Robinson devient champion départemental de Boyacá du contre-la-montre (avec des temps remarquables pour un coureur n'ayant pas participé aux processus de formation des catégories de jeunes) puis participe aux championnats de Colombie, toujours en catégorie espoirs. Bien que Cárdenas prévienne, quatre jours auparavant, qu'il sera la surprise des championnats, peu de monde le connaît lorsqu'il s'échappe en fin de course. Personne ne peut le rejoindre et sous des trombes d'eau, Robinson López s'impose en solitaire et devient champion de Colombie espoirs. Dixième de la Vuelta de la Juventud, en août, sa formation l'aligne au départ du Tour de Colombie avec les moins de 23 ans (dont il est le chef de file). Il fait jeu égal avec les meilleurs dans les étapes les plus montagneuses de l'épreuve et termine quatorzième au classement général. Mais surtout le Sorano s'octroie deux maillots distinctifs, ceux de meilleur jeune et de meilleur néophyte. Au mois d'octobre, la presse spécialisée annonce la signature de López avec l'équipe Unieuro Trevigiani pour la saison 2018. Contrat rendu caduque le mois suivant, lorsque l'UCI informe le coureur d'un résultat d'analyse positif sur un échantillon prélevé le 2 août, en plein Tour de Colombie (la substance étant le CERA). Interviewé, il se dit victime d'un abus de confiance (une « personne » lui aurait administré des « vitamines » un mois avant la compétition) et dédouane totalement sa formation. Pour ne pas encourir jusqu'à quatre ans de suspension, Robinson déclare vouloir collaborer avec la fédération internationale, pour réduire sa suspension. Il est néanmoins  suspendu 4 ans, jusqu'au 1er août 2021.
Lors de cette période de suspension, López travaille pendant trois ans comme caissier dans un complexe de football indoor à Bogota puis vend des pièces automobiles et travaille dans un atelier de réparation. N'ayant jamais douté de son retour (dans le peloton), notamment grâce au soutien de sa famille, il s'entraine une fois par semaine avec cet objectif, accompagnant Nairo Quintana dans ses sorties. Dès sa sanction échue, Robinson López prend part à la Vuelta a Antioquia et à la Vuelta a Boyacá. Une vingt-deuxième et une vingt-et-unième places au classement général ponctuent ces épreuves, ce qui lui permet d'être engagé par la formation Sundark avec laquelle il participe au Clásico RCN 2021. Il achève cette compétition onzième et premier de sa formation. Avec cette prestation, Robinson López espère, pour 2022, « avoir une bonne saison avec une bonne équipe ».

## Palmarès
- 2017
  -  Champion de Colombie sur route espoirs
- 2024
  - 5e étape de la Vuelta Bantrab
  - Clásica de El Carmen de Viboral
  - Tour du Guatemala : 
    - Classement général
    - 2e étape

  - 2e de la Clásica de Anapoima
  - 2e du Clásico RCN
  - 3e de la Clásica de Marinilla
- 2025
  - 5e étape du Tour of the Gila